# Atemptat al cinema Rivoli Beaubourg
L’atemptat al cinema Rivoli Beaubourg va ser atac explosiu amb bomba, comès a les 21:15 hores del 29 de març de 1985 al cinema Rivoli Beaubourg,  al 4t districte de París, França, on se celebrava el Festival Internacional de Cinema Jueu. En aquells instants, s'estava projectant la pel·lícula alemanya Eichmann und das Dritte Reich (1961), dirigida per Erwin Leiser, sobre l'Holocaust.
Divuit persones van ser ferides quan la bomba va esclatar, després que l'artefacte és plantés sota un seient, causant un clot i danyant el sostre. La persona més ferida va rebre cremades a la cara i tots ells van patir lesions a les oïdes. per Una setmana abans, els organitzadors van rebre una carta anònima que assegurava la voluntat de «fer esclatar tot, incloent el director» del festival. L'atemptat va causar un augment del racisme i l'antisemitisme a França, i va succeir poc després que dos àrabs fossin assassinats al sud de França en atacs racistes.
A l'endemà, uns 6.000 manifestants, inclouent personalitats de l'elit política i cinematogràfica, van desfilar al voltant del cinema i d'un memorial jueu prop de l'ajuntament de París per protestar contra l'atac. El president de França François Mitterrand també va condemnar l'atac.
La policia francesa va dir que els principal sospitosos eren tant grups d'ultradreta com l'islamisme i l'extrema esquerra. Dos grups neonazis van reivindicar l'autoria de l'atac però la policia no els va trobar creïbles. El grup armat libanès Gihad Islàmic i l'anticapitalista francès Acció Directa també van reivindicar la responsabilitat. Ningú va ser condemnat per l'atac.
Trenta anys més tard, el periodista Fabrice Nicolino, que va ser ferit en l'explosió, va ser novament víctima d'un atac armat a París en l'atemptat contra Charlie Hebdo, en el qual va ser críticament ferit en una cama.